# Södermanlands runinskrifter 82
Södermanlands runinskrifter 82 är en vikingatida runsten vid södra bogårdsmuren till Tumbo kyrka i Tumbo socken och Eskilstuna kommun i Södermanland. Runstenen är av ljusröd granit och 130 cm hög, 125 cm bred och cirka 25 cm tjock. Runhöjden är 10-12 cm. Ristningen vetter åt norr. På stenens nedre del är inskriften mycket nednött. Tidigare låg stenen under trätröskeln mellan vapenhuset och kyrkan. och större delen av inskriften och figurristningen rapporterades då vara utplånad och toppslingan täckt av muren i vapenhuset.
Inskriften är delvis ristad med en i flera fall genomskinlig lönnskrift. Stenen är en möjlig greklandssten, beroende på tolkningen. 

## Inskriften
Translitterering av runraden:
§P [+] ui--(a)n [× (b)a-]iR × (i)þrn + RftRh × fraitRn × bruþur × isRn × þuþR ×  kRkum (×) [þulR × iuk × uln ×]
§Q [++] ui[--]n [× (r)a-](i)R × (i)þrn × RftRh ×× fraitRn × (b]uuþur × isRn × þuþR × kRkum × [þu](l)[R] × [i](u)k [× uln ×]
Normalisering till runsvenska:
§P Vi[st]æinn ba-iR iþrn æftiR Frøystæin, broður sinn, dauðr [i] Grikkium. Þuli(?)/ÞulR(?) hiogg uln.
§Q ui--n ræisiR(?) stæin æftiR Frøystæin, broður sinn, þyðr gængum. ÞuliR(?) hiogg run[aR](?).
Översättning till nusvenska:
Visten reste stenen efter — sin broder, död i Grekland. Tule högg runorna.
Annan översättning: 
(§Q) ui--n reste stenen efter Freysteinn, sin broder, vänlig mot följeslagare, Þulir(?) högg runorna(?).